# Басарабь-Шолдэнешть
Культура Басарабь-Шолдэнешть — археологическая культура, существовавшая на территории Румынии около VIII—VII вв. до н. э. Александру Вулпе подразделяет культуру на две фазы и датирует её интервалом 800—650 гг. до н. э., тогда как Мариан Гумэ делит её на три фазы и датирует 750—600 гг. до н.э. Связана с гальштатской культурой железного века — вероятно, представляет собой локальный вариант гальштатской культуры.
Названа по поселению Басарабь в жудеце Долж на территории Румынии. Область распространения данной культуры охватывала юг Трансильвании, равнины Мунтении и Олтении, юг Молдовы, Банат, и даже дальше, простираясь на север Болгарии, юг Молдавии, север Сербии, Воеводину, и Паннонскую равнину.
Культура Басарабь, несмотря на широкую территорию, представляет собой единую культуру, внутри которой позднее развилась группа Фериджиле (Ferigile), аспект материальной культуры, характерный для субкарпатской зоны позднего гальштатского периода.
Грекам носители этой культуры были известны как фракийцы.